# ماسون
ماسون (بالإنجليزية: Mason, Texas)‏ هي مدينة تقع بولاية تكساس في شمال شرق الولايات المتحدة. تبلغ مساحة هذه المدينة 9.5 (كم²)، وترتفع عن سطح البحر 469 م، بلغ عدد سكانها 2114 نسمة في عام 2010 حسب إحصاء مكتب تعداد الولايات المتحدة وتصل الكثافة السكانية فيها 223.8 نسمة/كم2.

## التركيبة السكانية
حدّد مكتب تعداد الولايات المتحدة بيانات التركيبة السكانية لماسون في تعداد الولايات المتحدة. في ما يلي، التركيبة السكانية حسب تعدادي 2000 و2010.

### تعداد عام 2000
بلغ عدد سكان ماسون 2,134 نسمة بحسب تعداد عام 2000، وبلغ عدد الأسر 914 أسرة وعدد العائلات 586 عائلة مقيمة في المدينة. في حين سجلت الكثافة السكانية 223.5 نسمة لكل كيلومتر مربع (578.9/ميل2). وبلغ عدد الوحدات السكنية 1,103 وحدة بمتوسط كثافة قدره 115.5 لكل كيلومتر مربع (299.1/ميل2).
وتوزع التركيب العرقي للمدينة بنسبة 88.14% من البيض و0.19% من الأمريكيين الأفارقة و0.61% من الأمريكيين الأصليين و0.05% من الأمريكيين ذوي الأصول الآسيوية و8.25% من الأعراق الأخرى و2.76% من عرقين مختلطين أو أكثر و30.04% من الهسبانيون أو اللاتينيون من أي عرق.
بلغ عدد الأسر 914 أسرة كانت نسبة 30.3% منها لديها أطفال تحت سن الثامنة عشر تعيش معهم، وبلغت نسبة الأزواج القاطنين مع بعضهم البعض 50.3% من أصل المجموع الكلي للأسر، ونسبة 10.5% من الأسر كان لديها معيلات من الإناث دون وجود شريك،  بينما كانت نسبة 3.3% من الأسر لديها معيلون من الذكور دون وجود شريكة وكانت نسبة 35.9% من غير العائلات. تألفت نسبة 34% من أصل جميع الأسر من عدة أفراد يعيشون في نفس المنزل ونسبة 22.8% كانت تتألف من شخص يعيش بمفرده يبلغ من العمر 65 عاماً أو أكثر. وبلغ متوسط حجم الأسرة المعيشية 2.30، أما متوسط حجم العائلات فبلغ 2.94.
بلغ العمر الوسطي للسكان 43.9 عاماً. وكانت نسبة 24.3% من القاطنين تحت سن الثامنة عشر، وكانت نسبة 5.2% بين الثامنة عشر والرابعة والعشرين عاماً، ونسبة 21.8% كانت واقعةً في الفئة العمرية ما بين الخامسة والعشرين والرابعة والأربعين عاماً، ونسبة 25.2% كانت ما بين الخامسة والأربعين والرابعة والستين، ونسبة 22% كانت ضمن فئة الخامسة والستين عاماً فما فوق. يوجد لكل 100 أنثى 86.4 ذكر، ويوجد لكل 100 أنثى في الثامنة عشر من عمرها فما فوق 80.7 ذكر.
بلغ متوسط دخل الأسرة في المدينة 26,344 دولارًا، أما متوسط دخل العائلة فبلغ 39,310 دولارًا. وكان متوسط دخل الذكور 26,736 دولارًا مقابل 14,461 دولارًا للإناث. وسجل دخل الفرد الخاص بالمدينة 16,525 دولارًا. وكانت نسبة 15.9% من العائلات ونسبة 18.2% من السكان تحت خط الفقر، وكان من هؤلاء نسبة 26.9% تحت سن الثامنة عشر ونسبة 19.7% في الخامسة والستين من العمر وما فوق.

### تعداد عام 2010
بلغ عدد سكان ماسون 2,114 نسمة بحسب تعداد عام 2010، وبلغ عدد الأسر 933 أسرة وعدد العائلات 582 عائلة مقيمة في المدينة. في حين سجلت الكثافة السكانية 221.4 نسمة لكل كيلومتر مربع (573.4/ميل2). وبلغ عدد الوحدات السكنية 1,118 وحدة بمتوسط كثافة قدره 117.1 لكل كيلومتر مربع (303.3/ميل2).
وتوزع التركيب العرقي للمدينة بنسبة 90.11% من البيض و0.61% من الأمريكيين الأفارقة و0.33% من الأمريكيين الأصليين و0.19% من الأمريكيين ذوي الأصول الآسيوية و7.28% من الأعراق الأخرى و1.47% من عرقين مختلطين أو أكثر و33.02% من الهسبانيون أو اللاتينيون من أي عرق.
بلغ عدد الأسر 933 أسرة كانت نسبة 27.2% منها لديها أطفال تحت سن الثامنة عشر تعيش معهم، وبلغت نسبة الأزواج القاطنين مع بعضهم البعض 45.9% من أصل المجموع الكلي للأسر، ونسبة 12.2% من الأسر كان لديها معيلات من الإناث دون وجود شريك،  بينما كانت نسبة 4.3% من الأسر لديها معيلون من الذكور دون وجود شريكة وكانت نسبة 37.6% من غير العائلات. تألفت نسبة 34.6% من أصل جميع الأسر من عدة أفراد يعيشون في نفس المنزل ونسبة 19.4% كانت تتألف من شخص يعيش بمفرده يبلغ من العمر 65 عاماً أو أكثر. وبلغ متوسط حجم الأسرة المعيشية 2.26، أما متوسط حجم العائلات فبلغ 2.90.
بلغ العمر الوسطي للسكان 46.0 عاماً. وكانت نسبة 23.2% من القاطنين تحت سن الثامنة عشر، وكانت نسبة 6.3% بين الثامنة عشر والرابعة والعشرين عاماً، ونسبة 19.5% كانت واقعةً في الفئة العمرية ما بين الخامسة والعشرين والرابعة والأربعين عاماً، ونسبة 27.6% كانت ما بين الخامسة والأربعين والرابعة والستين، ونسبة 23.4% كانت ضمن فئة الخامسة والستين عاماً فما فوق. وتوزع التركيب الجنسي للسكان بنسبة 47.7% ذكور و52.3% إناث.

## أعلام
- ليندسي براون
- هيو ولف

## وصلات خارجية
- City of Mason
- The US50 - Cities and Towns in Texas State